# Streckengleis

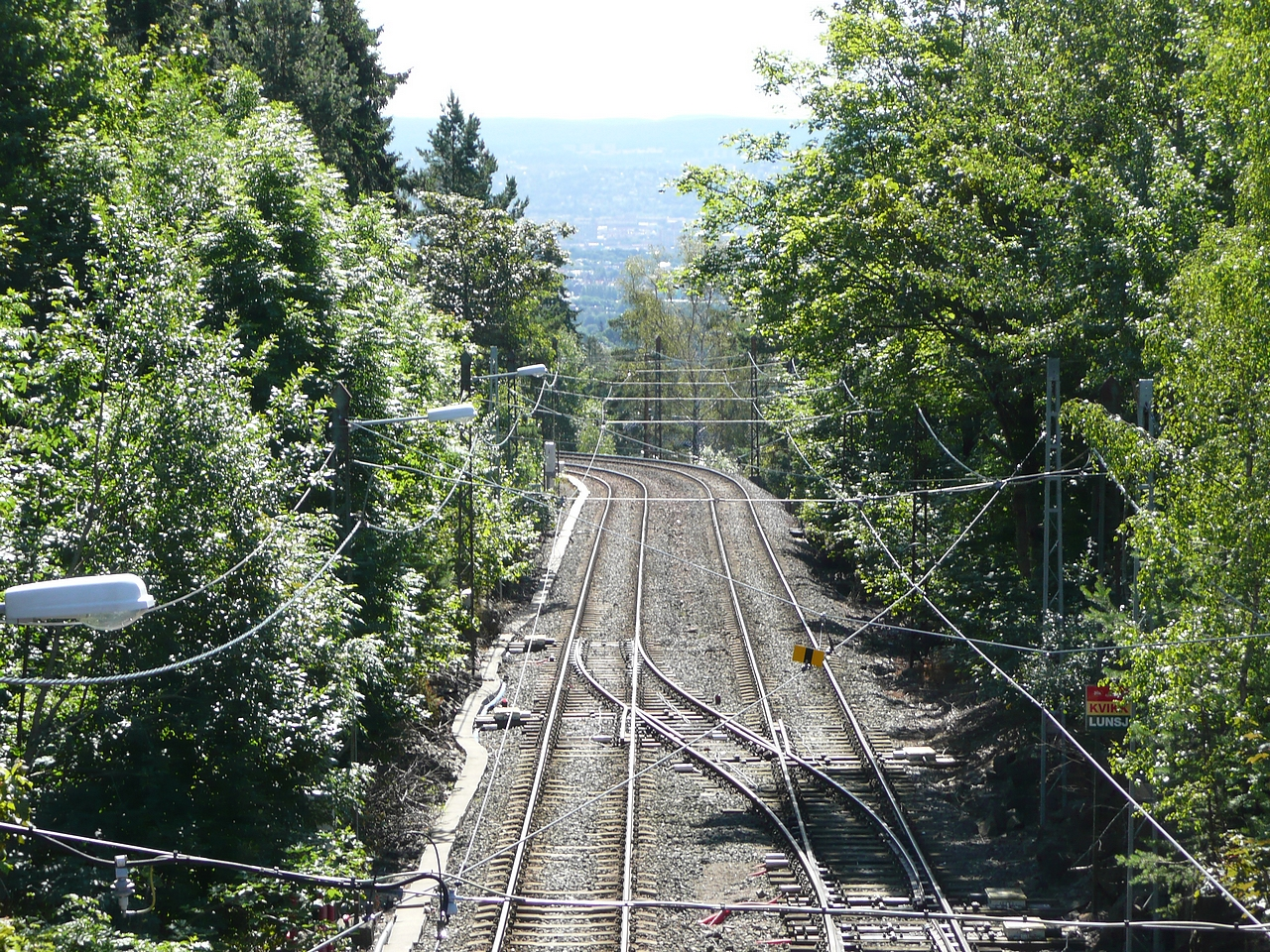
Streckengleise mit Überleitstelle

Als Streckengleis wird bei der Eisenbahn das Gleis der freien Strecke bezeichnet.
Bei einer zweigleisigen Eisenbahnstrecke wird das für die entsprechende Fahrtrichtung vorgesehene Gleis als Regelgleis bezeichnet, das andere entsprechend als Gegengleis. Aus Sicht des Regelwerkes der Deutschen Bahn AG gibt es in Deutschland nur ein- und zweigleisige Strecken. Mehrgleisige Strecken werden betrieblich in einzelne parallele Teilstrecken mit jeweils ein oder zwei Gleisen unterteilt. In den Bahnhöfen selbst gelten andere Regeln für die Gleisbenutzung, weshalb man dort nicht in Regel- und Gegengleis unterscheidet.

## Fahren auf dem Regelgleis
Die Fahrordnungen einzelner Länder und Eisenbahngesellschaften sehen unterschiedliche Regelfahrtrichtungen vor. Beispielsweise ist in Deutschland das linke Gleis in Fahrtrichtung meistens das Gegengleis (vergleichbar zur Gegenspur einer Straße), das rechte Gleis das Regelgleis (vergleichbar mit der normalen Fahrspur im Kraftfahrzeugverkehr), in der Schweiz ist es umgekehrt.

## Fahren auf dem Gegengleis

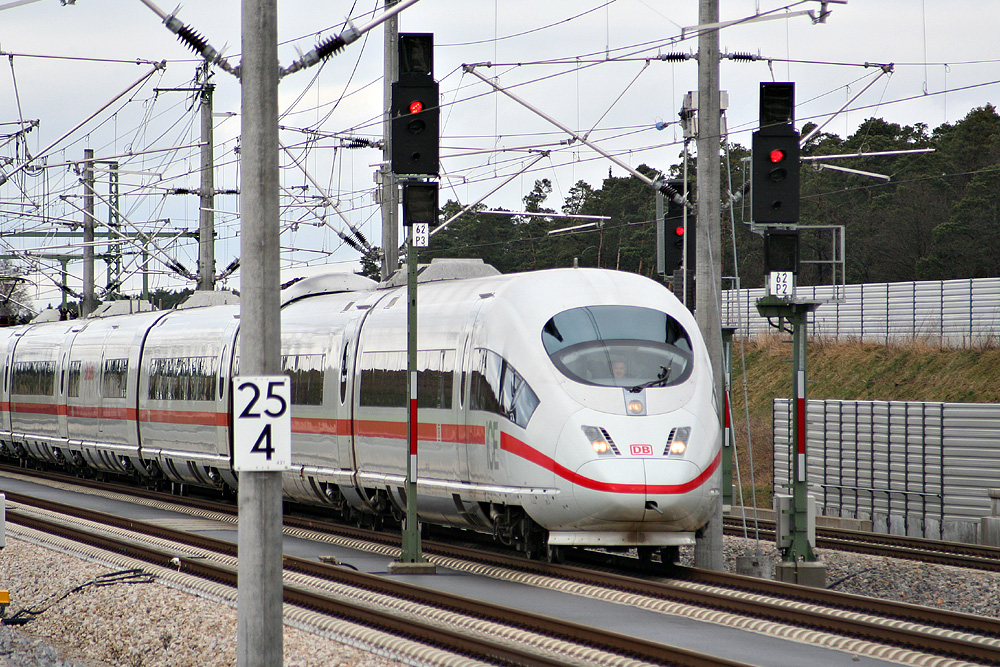
Ein ICE 3 fährt vom Gegengleis in den Bahnhof Allersberg (Rothsee) ein

Das Gegengleis wurde früher falsches Gleis und das Befahren des Gegengleises Falschfahrbetrieb genannt, weil es bei Strecken mit einfacher Signalausrüstung im Normalfall nicht in dieser Richtung befahren wird. Es gibt aber Fälle, in denen es doch so befahren werden muss, zum Beispiel, wenn sich auf dem Regelgleis eine Baustelle befindet oder es von einem defekten Zug besetzt ist. Zum Wechseln auf das Gegengleis und zurück werden Weichenverbindungen in Abzweigstellen, Überleitstellen oder Bahnhöfen genutzt.
Fahrten in das Gegengleis werden entweder mit dem Gegengleisfahrt-Ersatzsignal oder einem schriftlichen Befehl dazu beauftragt. Züge, welche auf dem Gegengleis verkehren, dürfen teilweise nur mit deutlich geringerer Geschwindigkeit fahren, als dies im gleichen Streckenabschnitt auf dem Regelgleis der Fall wäre.

## Gleiswechselbetrieb

Gegengleisanzeiger (Signal Zs 6)

Zweigleisige Strecken werden signaltechnisch zunehmend dafür ausgerüstet, dass beide Gleise im Gleiswechselbetrieb (GWB) in beiden Fahrtrichtungen gleichermaßen benutzt werden können. Damit verliert das Konzept von Regelgleis und Gegengleis weitgehend an Bedeutung, auch wenn in der Regel die herkömmliche Gleiszuordnung verwendet wird. Auch auf Strecken mit Gleiswechselbetrieb ist meist nur das Regelgleis mit Blocksignalen in Blockabschnitte unterteilt (nur ein einziger Blockabschnitt zwischen zwei Bahnhöfen, Überleit- oder Abzweigstellen) oder es gibt zumindest weniger Blockabschnitte als auf dem Regelgleis.